# Bobsleje na Zimowych Igrzyskach Olimpijskich 1964 – dwójki mężczyzn
Bobslejowe dwójki mężczyzn na Zimowych Igrzyskach Olimpijskich 1964 odbyły się w dniach 31 stycznia – 1 lutego 1964 roku na torze Igls. Po czteroletniej przerwie bobsleje powróciły do programu igrzysk olimpijskich.
W zawodach wystratowało 21 osad.

## Terminarz
| Data             | Godzina       | Zawody          |
| ---------------- | ------------- | --------------- |
| 31 stycznia 1964 | 09:30 – 12:00 | Ślizgi nr 1 i 2 |
| 1 lutego 1964    | 09:15 – 11:30 | Ślizgi nr 3 i 4 |

| Pozycja | Osada | Zawodnicy                             | Ślizg 1 | Ślizg 2 | Ślizg 3              | Ślizg 4                   | Łącznie                   |
| ------- | ----- | ------------------------------------- | ------- | ------- | -------------------- | ------------------------- | ------------------------- |
| 1.      | GBR-1 | Anthony Nash Robin Dixon              | 1:05,53 | 1:05,10 | 1:05,39              | 1:05,88                   | 4:21,90                   |
| 2.      | ITA-2 | Romano Bonagura Sergio Zardini        | 1:05,94 | 1:05,13 | 1:05,21              | 1:06,05                   | 4:22,02                   |
| 3.      | ITA-1 | Eugenio Monti Sergio Siorpaes         | 1:05,94 | 1:04,90 | 1:05,41              | 1:06,38                   | 4:22,63                   |
| 4,      | CAN-2 | Vic Emery Peter Kirby                 | 1:05,15 | 1:05,93 | 1:05,96              | 1:06,45                   | 4:23,49                   |
| 5.      | USA-1 | Lawrence McKillip James Lamy          | 1:06,17 | 1:06,34 | 1:05,84              | 1:06,25                   | 4:24,60                   |
| 6.      | GER-1 | Franz Wörmann Hubert Braun            | 1:06,87 | 1:06,42 | 1:05,17              | 1:06,24                   | 4:24,70                   |
| 7.      | USA-2 | Charles McDonald Charles Pandolph     | 1:05,97 | 1:05,85 | 1:06,16              | 1:07,02                   | 4:25,00                   |
| 8.      | AUT-1 | Erwin Thaler Josef Nairz              | 1:05,72 | 1:06,98 | 1:06,48              | 1:06,33                   | 4:25,51                   |
| 9.      | AUT-2 | Franz Isser Reinhold Durnthaler       | 1:06,94 | 1:06,71 | 1:07,40              | 1:07,40                   | 4:28,09                   |
| 10.     | SUI-1 | Hans Zoller Robert Zimmermann         | 1:06,97 | 1:06,20 | 1:07,60              | 1:07,38                   | 4:28,15                   |
| 11.     | CAN-1 | John Emery Gordon Currie              | 1:07,85 | 1:07,64 | 1:06,75              | 1:06,63                   | 4:28,87                   |
| 12.     | SWE-1 | Kjell Lutteman Heino Freyberg         | 1:06,81 | 1:06,99 | 1:07,93              | 1:07,20                   | 4:28,93                   |
| 13.     | ROU-1 | Ion Panțuru Hariton Pașovschi         | 1:07,74 | 1:06,97 | 1:06,92              | 1:07,47                   | 4:29,10                   |
| 14.     | GER-2 | Hans Maurer Rupert Grasegger          | 1:06,72 | 1:07,76 | 1:06,92              | 1:08,37                   | 4:29,77                   |
| 15.     | ROU-2 | Alexandru Oancea Constantin Cotacu    | 1:07,31 | 1:08,93 | 1:06,75              | 1:07,26                   | 4:30,25                   |
| 16.     | GBR-2 | Bill McCowen Andrew Hedges            | 1:07,47 | 1:07,73 | 1:06,52              | 1:08,95                   | 4:30,67                   |
| 17.     | SUI-2 | Herbert Kiesel Oskar Lory             | 1:07,33 | 1:07,70 | 1:07,92              | 1:08,25                   | 4:31,20                   |
| 18.     | ARG-1 | Héctor Tomasi Fernando Rodríguez      | 1:07,59 | 1:09,20 | 1:07,36              | 1:07,72                   | 4:31,87                   |
| 19.     | ARG-2 | Hernán Agote Roberto Bordeu           | 1:10,15 | 1:08,45 | 1:11,33              | 1:10,26                   | 4:40,19                   |
|         | BEL-1 | Jean-Marie Buisset Claude Englebert   | 1:09,63 | 1:10,01 | Nie ukończyli ślizgu | Nie ukończyli konkurencji | Nie ukończyli konkurencji |
|         | SWE-2 | Jan-Erik Åkerström Carl-Erik Eriksson | 1:08,01 | 1:11,81 | Nie ukończyli ślizgu | Nie ukończyli konkurencji | Nie ukończyli konkurencji |